# Nebula Award
Nebula Awards (på dansk Nebulaprisen; Nebula er afledt af latin og betyder "stjernetåge") er en amerikansk pris der hvert år gives for de bedste værker af science fiction eller fantasy udgivet i USA. Priserne er organiseret og uddelt af Science Fiction and Fantasy Writers of America (SFWA), en nonprofit forening af professionelle science fiction- og fantasyforfattere. De blev første gang givet i 1966 ved en ceremoni skabt til priserne og gives i fire kategorier for forskellige længder af litterære værker. En femte kategori for film- og tv-episodemanuskripter blev givet 1974-78 og 2000-09, og en sjette kategori for spilskrivning blev påbegyndt i 2018. I 2019 annoncerede SFWA, at to priser, der tidligere blev tildelt efter de samme regler, men ikke karakteriseret som Nebulapriser – Andre Norton Award for middelklasse og ungdomsfiktion og Ray Bradbury Award for enestående dramatisk præsentation – skulle betragtes som officielle Nebulapriser. Reglerne for Nebulapriser har ændret sig flere gange i løbet af prisens historie, senest i 2010. SFWA Nebula Conference, hvor priserne annonceres og overrækkes, afholdes hvert forår i USA. Placeringerne varierer fra år til år.
Nebulaprisen er en af de bedst kendte og mest prestigefyldte science fiction- og fantasy-priser og er sammen med Hugo Awards blevet kaldt "den vigtigste af de amerikanske science fiction-priser". Vinderværker er udgivet i særlige samlinger, og vindere og nominerede er ofte noteret som sådan på bøgernes omslag. SFWA identificerer priserne efter udgivelsesåret, det vil sige året før det år, hvor prisen gives.
For lister over vindere og nominerede for hver Nebula-kategori, se listen over kategorier nedenfor.

## Pris
Nebulaprisen uddeles årligt af Science Fiction and Fantasy Writers of America (SFWA) for den bedste science fiction eller fantasy fiktion udgivet i løbet af det foregående år. For at være berettiget til overvejelse skal værker være udgivet på engelsk i USA. Værker udgivet på engelsk andre steder i verden er også berettigede, forudsat at de udgives på enten et websted eller i en elektronisk udgave. Priserne er ikke begrænset til amerikanske statsborgere eller medlemmer af SFWA. Værker oversat til engelsk er også kvalificerede.
Der er ingen nedskrevne regler for, hvilke værker der kvalificerer sig som science fiction eller fantasy, og beslutningen om valgbarhed i den forbindelse er overladt til opstillerne og vælgerne, snarere end til SFWA.
Vinderen modtager et trofæ, men ingen pengepræmie; trofæet er en gennemsigtig blok med en indlejret glitrende spiralgalakse og ædelstene skåret ud så de ligner planeter. Selve trofæet blev designet til de første priser af J. A. Lawrence, baseret på en skitse af Kate Wilhelm, og er forblevet den samme lige siden.
Nebula Award-nominerede og vindere vælges af medlemmer af SFWA. Værker nomineres hvert år mellem 15. november og 15. februar af offentliggjorte forfattere, der er medlemmer af organisationen, hvor de seks værker, der modtager flest nomineringer, udgør den endelige afstemning. Yderligere nominerede er mulige i tilfælde af uafgjort. Medlemmerne kan derefter afgive deres stemmer i hele marts måned, og de endelige resultater præsenteres ved Nebulapris-ceremonien i maj. Forfattere har ikke tilladelse til at nominere deres egne værker, selvom de kan afslå nomineringer. Hvis der er stemmelighed i den endelige afstemning, kan antallet af nomineringer, værkerne har modtaget, være udslagsgivende.

## Historie
De første Nebulapriser blev givet i 1966 for værker udgivet i 1965. Idéen til en sådan pris, finansieret af salget af antologier, der indsamlede de vindende værker, blev foreslået af SFWAs sekretær-kasserer Lloyd Biggle, Jr. i 1965 . Ideen var baseret på Edgar Awards, som blev overrakt af Mystery Writers of America, og ideen om at have en ceremoni, hvor de skulle overrækkes, var foranlediget af Edgar og Hugo Awards. Den indledende ceremoni bestod af fire litterære priser, hvor værkernes størrelse i antal ord definerer kategorierne, og som er blevet uddelt hvert år siden. En manuskriptpris blev også uddelt fra 1974 til 1978 under navnene Best Dramatic Presentation og Best Dramatic Writing og igen fra 2000 til 2009 som bedste manuskript, men efter 2009 blev den igen fjernet og erstattet af SFWA med Ray Bradbury Award . I 2018 blev der tilføjet en ny kategori, Spilskrivning, til tekster til video- og bordspil.
Før 2009 brugte Nebula Awards et rullende berettigelsessystem. Hvert værk var berettiget til at kvalificere sig til stemmesedlen i et år efter dets udgivelsesdato. Som en konsekvens af rullende berettigelse var der mulighed for, at værker blev nomineret i kalenderåret efter deres udgivelse og derefter tildelt i kalenderåret efter det. Værker blev tilføjet til en foreløbig liste for året, hvis de havde ti eller flere nomineringer, som derefter blev stemt om for at skabe den endelige stemmeseddel. I 1970 blev muligheden tilføjet for vælgerne at vælge "ingen pris", hvis de følte, at intet nomineret værk var værdigt til at vinde; dette skete i 1971 i kategorien Novelle og i 1977 i kategorien Manuskript.
Begyndende i 1980 blev berettigelsesåret for nomineringer sat til kalenderåret, snarere end december-november som oprindeligt tænkt, og SFWA-organiseringspanelet fik lov til at tilføje et ekstra arbejde. Forfattere fik også lov til at bruge massemarkedets paperback-udgivelse af deres bøger som begyndelsen på deres nomineringsperiode, snarere end den oprindelige hardback-udgivelse. Som en konsekvens af kombinationen af denne regel og den rullende berettigelse blev 2007-priserne, på trods af at de nominelt var for værker udgivet i 2006, i stedet alle givet til værker, der oprindeligt blev udgivet i 2005. Begyndende med 2010-priserne trådte de nuværende regler i kraft.

## Kategorier
| Kategorier                         | År                                                | Beskrivelse                                |
| ---------------------------------- | ------------------------------------------------- | ------------------------------------------ |
| Nebula Award for Best Novel        | 1966–nu                                           | Historier på 40.000 ord eller mere         |
| Nebula Award for Best Novella      | 1966–nu                                           | Historier mellem 17.500 og 40.000 ord      |
| Nebula Award for Best Novelette    | 1966–nu                                           | Historier mellem 7.500 og 17.500 ord       |
| Nebula Award for Best Short Story  | 1966–nu                                           | Historier på mindre end 7.500 ord          |
| Nebula Award for Best Script       | 1974–1978, 2000–2009                              | Manuskript til film eller fjernsynsepisode |
| Nebula Award for Best Game Writing | 2018–nu                                           | Manuskript til video- eller bordspil       |
| Andre Norton Award                 | 2006–nu (Forfremmet til officiel kategori i 2020) | Mellemklasse og unge voksne skønlitteratur |
| Ray Bradbury Award                 | 2010–nu (Forfremmet til officiel kategori i 2020) | Dramatiske præsentationer                  |

Udover Nebulapriserne uddeles flere andre priser og hædersbevisninger ved Nebulapris-ceremonien, dog ikke nødvendigvis hvert år. To af dem er årlige litterære priser stemt af SFWA-medlemmer på Nebulapris-afstemningen: Andre Norton Award for Outstanding Young Adult Science Fiction eller Fantasy Book, indviet 2006, og Ray Bradbury Award for Outstanding Dramatic Presentation, som erstattede prisen for bedste manuskript i 2010. De andre er Damon Knight Memorial Grand Master Award (Stormesterprisen) siden 1975 for "livspræstation inden for science fiction og/eller fantasy", Author Emeritus siden 1995 for bidrag til feltet, Kevin O'Donnell, Jr. Award for service til SFWA og Kate Wilhelm Solstice Award (Solhvervsprisen) siden 2009 for betydelig indflydelse på spekulativ fiktion.
Alle fire priser meddeles af juryen, men en stormester, udvalgt bl.a. af tidligere præsidenter for SFWA, er blevet navngivet hvert år i mere end et årti. Solhvervsprisen kan uddeles posthumt (hvor kun nulevende forfattere kan udnævnes til stormester eller forfatter emeritus); i alt er tolv blevet uddelt på fem år til 2013. Andre Norton-prisen og Ray Bradbury-prisen var tidligere årlige litterære priser på Nebulapris-afstemningen, men blev ikke betragtet som fulde priskategorier, men i 2020 begge blev tilføjet som officielle kategorier, og deres fulde navn blev ændret til "Nebula Awards".

## Anerkendelse
Nebulaprisen er blevet beskrevet som en af "de vigtigste af de amerikanske science fiction-priser" og "science-fiction- og fantasy-ækvivalenten" til Emmy Awards. Sammen med Hugo Award betragtes Nebulaprisen også som en af de førende priser inden for science fiction, med Laura Miller fra Salon kalder det "science fictions mest prestigefyldte pris", og Justine Larbalestier, i "The Battle of the Sexes in Science Fiction" (2002), og refererer til den og Hugo-prisen som "den bedst kendte og mest prestigefyldte af science fiction-priserne". Brian Aldiss, i sin bog Trillion Year Spree: The History of Science Fiction, hævdede, at Nebula Award gav "mere litterær dømmekraft", mens Hugo var et barometer for læsernes popularitet, snarere end kunstnerisk fortjeneste, selvom han bemærkede, at vinderne af de to priser ofte overlappede hinanden.
David Langford og Peter Nicholls udtalte i The Encyclopedia of Science Fiction (2012), at de to priser blev ofte givet til de samme værker, og bemærkede, at nogle kritikere mente, at Nebulapris-udvælgelsen afspejlede "politisk lige så meget som litterær evne", da det ikke så ud til at fokusere så meget på litterært talent frem for popularitet som forventet.
Flere personer inden for forlagsbranchen har sagt, at det at vinde eller blive nomineret til en Nebulapris har en effekt på forfatterens karriere og salget af det værk. Spider Robinson i 1992, som citeret i Science Fiction Culture (2000), sagde, at udgivere "var meget opmærksomme" på, hvem der vinder en Nebula Award. Litterær agent Richard Curtis sagde i sin Mastering the Business of Writing fra 1996, at det at have ordet Nebulapris på forsiden, selv som en nomineret, var en "stærk tilskyndelse" for science fiction-fans til at købe en roman, og Gahan Wilson, i First World Fantasy Awards (1977), hævdede, at det at bemærke, at en bog havde vundet Nebulaprisen på forsiden, "påviseligt" øgede salget for den roman.

## Årlige antologier
Nebula Winners-serien, omdøbt til Nebula Awards Showcase-serien i 1999, udgives årligt af SFWA og redigeres af en række SFWA-medlemmer. Den blev startet i 1966 som en samling af novellevindere og nominerede for det år, og er fortsat hvert år siden. Indholdet af hvert års samling er efter redaktørens skøn. Salget af disse antologier er beregnet til at betale for selve overrækkelsen af priserne.
Antologien The Best of the Nebulas (1989), redigeret af Ben Bova, samlede vindere af Nebulapriser fra 1966 til 1986 officielt udvalgt af SFWA-medlemmer. Den uofficielle antologi Nebula Award Winning Novellas (1994), redigeret af Martin H. Greenberg, indeholdt ti historier, som havde vundet novelleprisen mellem 1970 og 1989.